# Orthoceras (molusco)
Ortocono é uma denominação comum dada a praticamente todos os moluscos cefalópodes nautilóides pré-históricos que possuíam uma concha em forma de cone. Tais moluscos assemelhavam-se muito às atuais lulas, com a diferença de possuir o corpo no interior de uma concha. Embora, cientificamente, o termo seja uma referência ao gênero Orthoceras, que viveu entre cerca de 470-415 milhões de anos atrás, algumas vezes ele é utilizado para designar outros cefalópodes semelhantes do Paleozóico, tais como Endoceras, Cameroceras e Michelinoceras, e do Mesozóico, como Baculites e Hamites.
A denominação é polifilética, e não forma um grupo de animais em si, sendo que as formas mais clássicas de ortoconos estão distribuídas entre as ordens Endoceratida e Orthoceratida (a qual se pode denominar de "verdadeiros ortoconos", uma vez que inclui o gênero Orthoceras).

## Orthoceras
O Orthoceras é o principal gênero de "ortoconos", e o gênero que originou este nome popular. Sua principal característica é a concha reta e em forma de um cone, o qual lhe valeu para sua denominação científica (Orthoceras vem do grego e significa "chifre reto"). Sendo que tais conchas são tudo o que se acha em seus fósseis, sendo que as partes moles do corpo são imaginadas pelos paleontólogos como sendo semelhante às das atuais lulas, tendo grandes olhos e 8 ou 10 tentáculos em torno da boca. A concha era constituída de diferentes compartimentos, sendo que o primeiro abrigaria o corpo do animal e os demais seriam câmaras com líquidos e/ou gases, cujo controle de volume controlaria a profundidade do animal.

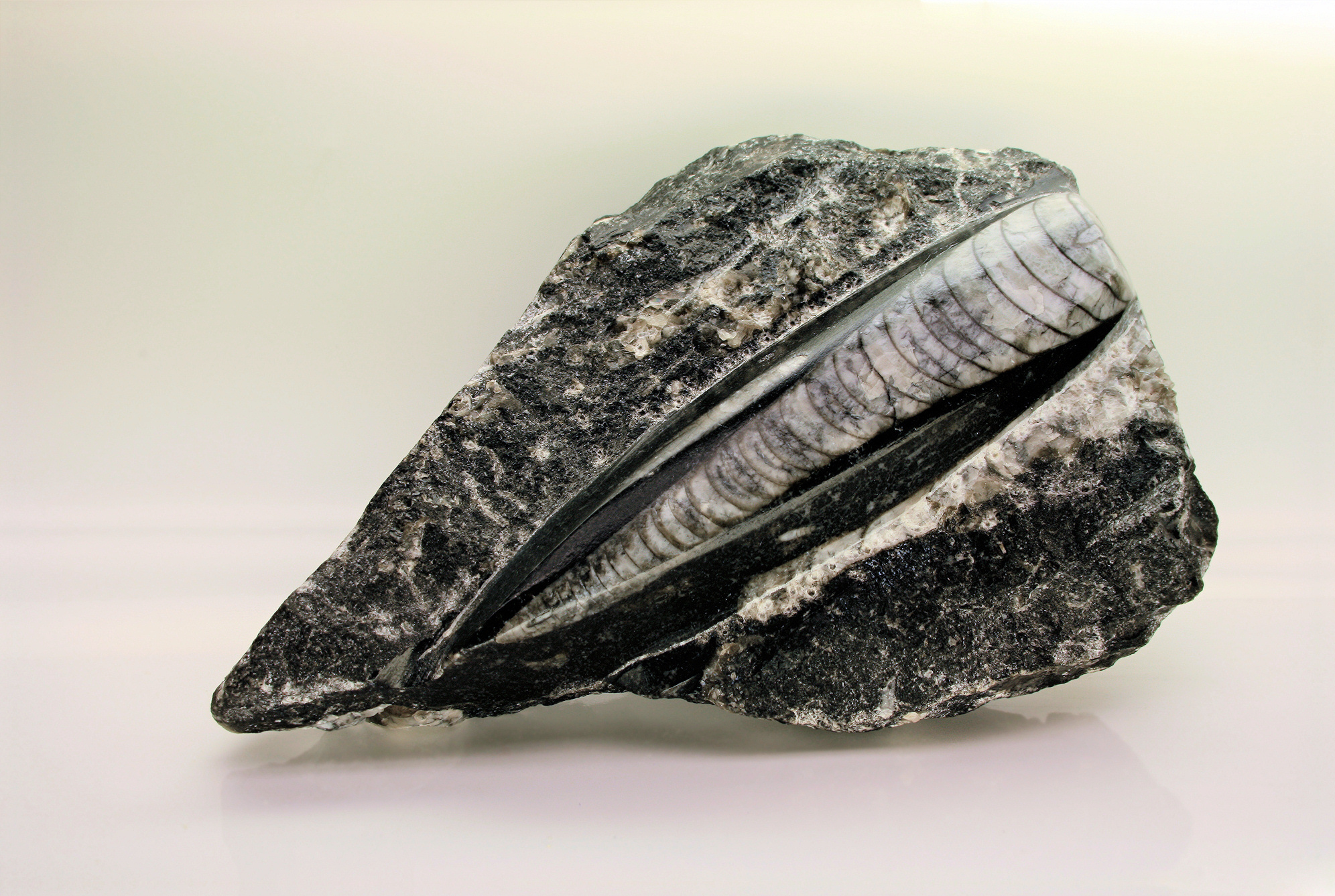
Fóssil de Orthoceras encontrado na Europa

Fósseis de pelo menos 6 espécies foram encontrados no leste europeu, América do Norte e norte da Africa.

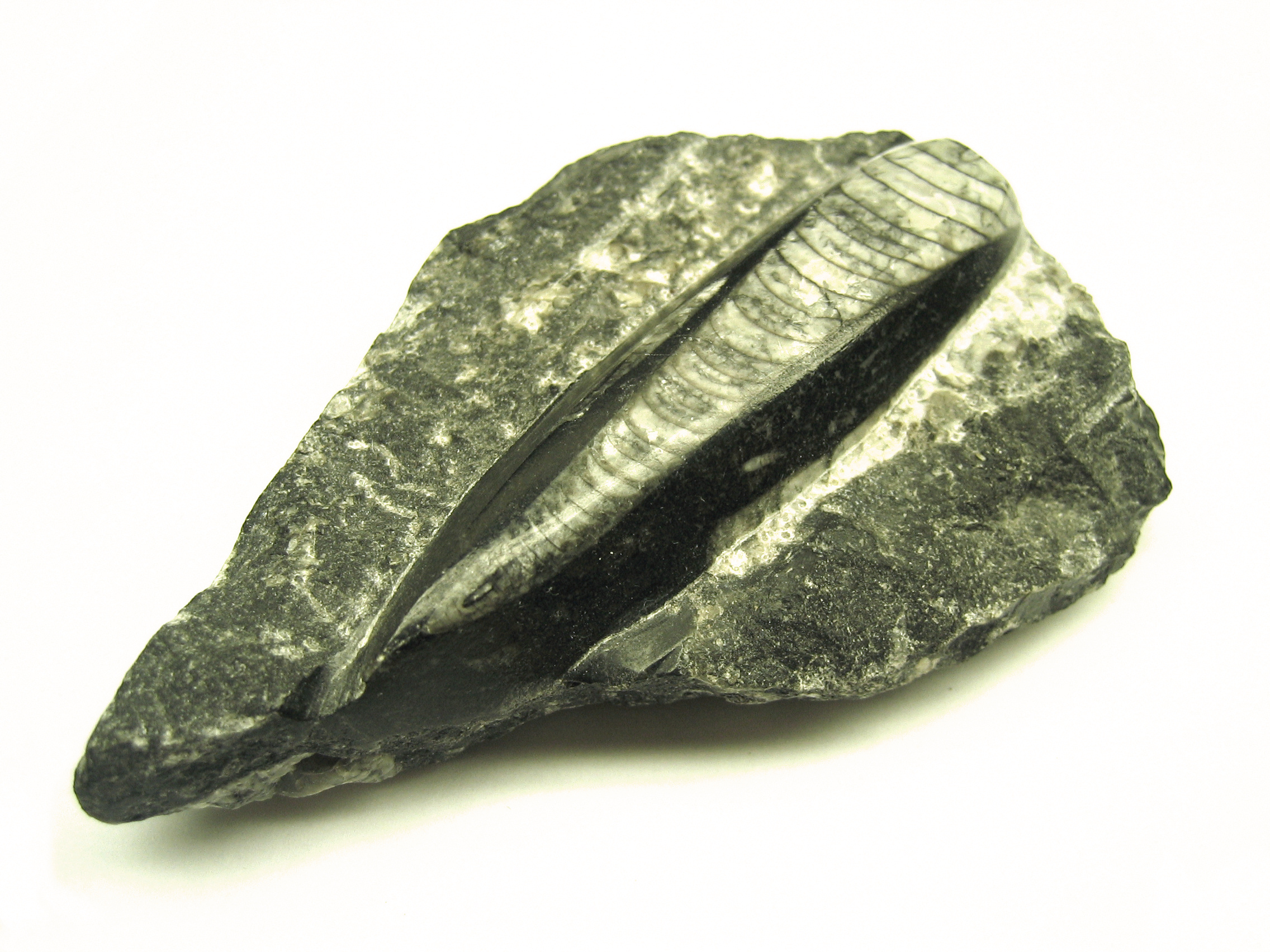
Fóssil de Orthoceras encontrado no Marrocos

### Paleobiologia
Orthoceras era possivelmente um predador que se alimentaria de peixes e outros seres marinhos que viveram em sua época, tais como os Trilobites. É bem provável que nadasse lentamente, usando sua boa visão para vasculhar o leito marinho a procura de suas presas, embora muitos paleontólogos creiam que este animais já possuíam a estrutura chamada de sifão nos cefalópodes atuais, um tubo com uma musculatura especialmente adaptada para expelir um forte jato de água, propulsionando velozmente o animal.
A maioria das conchas fósseis medem em torno dos 15 cm, porém espécimes maiores atingiam em torno de 1,8 metro de comprimento.

### Principais espécies
- O. regulare - Espécie-tipo, encontrada em grande quantidade na Europa.

- O. repens e O. catulus - Espécies encontradas nos EUA.

### Sinônimos
O gênero Orthoceras possuí alguns sinônimos biológicos, os quais são, na verdade, originários de má pronunciação do nome oficial, dentre estes sinônimos encontram-se Orthoceratites e Orthoceros.